# Икономика на България
Икономиката на България е развиваща се отворена пазарна икономика и е една от страните с висок доход. Тя е сравнително индустриализирана, със средно развит частен сектор и запазени малък брой стратегически държавни предприятия.
Ползва собствена валута, емитирана от БНБ – българския лев. Българският лев е свободно конвертируема валута и от 1997 г. е свързан с германската марка в съотношение 1:1, а от въвеждането на еврото като единна валута 1 лев се разменя за 0,511 евро (1 евро е 1,96 лв.). На 10 юли 2020 г. българският лев и хърватският куна бяха включени във валутния механизъм (ERM II). Членството на България в ЕС я прави част от най-големия единен пазар в света. Стремежите на страната са да получи членство в Еврозоната и Шенген, но дълговата криза (2010) и тази с мигрантите (2015), както и проблемите с корупция в съдебната и правоохранителната системи отлагат тези цели.
Страната е на 40-о място от 152 страни в световната класация „Икономическа свобода по света: годишен доклад 2014“, изготвен от канадския институт „Фрейзър“. По БВП на глава от населението е 92 от 228 и на 160 по ръст на БВП в света за 2011 г. България с 10,079.2 долара е последна по БВП на глава от населението от ЕС.
През 2019 г. България е поставена на 111 по свобода на словото от Журналисти без граница – спад с 60 позиции спрямо 2008 г., когато страната е на 51 място

## История

### В началото на 20 век и преди 1944
Икономиката на България след Освобождението като цяло е в период на подем, това особено силно се усеща в началото на 20 век и най-вече през 20-те, по време на 30-те за българската икономика се говори като за военна икономика и обвързана с германската, като в началото на 40-те, когато Германия започва да губи Втората световна война това дава отражение на българската икономика, която претърпява спад. Като цяло периодът е маркиран от силна индустриализация (през османското владичество България няма индустрия, а само селско стопанство и занаятчийство, както и донякъде търговия).

### Социалистическа планова икономика (1949 – 1989)
Икономиката в България след 1944 не много плавно, но често принудително, с помощта на партизански отряди, милиция и т.н. преминава от частна инициатива към планово стопанство. Това продължава до края на 40-те. Въпреки неособено спокойния преход икономиката като цяло отбелязва подем със значително подобряване на инфраструктурата, курорти, създаването на технологична индустрия и т.н.
Плановете се изготвят за периоди от 5 години, т.нар. петилетни планове, които се одобряват от конгрес на БКП (например на десетия конгрес се приемат директивите за развитието на стопанството през Шеста петилетка (1971 – 1975). Например през 1960 г. се изготвя планов разчет за построяване на комунизма за 20 години. Той се опира, по свидетелство на акад. Евгени Матеев, архитект на този план, на две предпоставки – България ще има достъп до необходимите енергийни източници на ниски цени и продукцията ни ще се търси на практически необятен пазар (на изток). Всичко построено след 1960 г. като производствен капацитет не държи сметка нито за разхода на енергия, нито за потребителски предпочитания

### Към капитализъм и свободен пазар (след 1989 г.)
В Конституцията на Република България е записано, че тя ще развива социално пазарно стопанство, което води началото си от немската стопанска традиция. Във ФРГ е известно като Sozialmarktwirtschaft.
За разлика от други източноевропейски страни, голяма част от контрола върху производствените мощности в България остава държавен до втората половина на 90-те години. Малкото приватизация, извършена през този период е в голямата си част е направена по непозволяващи контрол и податливи на корупция правила, което води до появата на т.нар. „сива икономика“ и „икономика в сянка“.
Икономиката се свива драстично след 1987 с намаляването на съветските субсидии, нарастването на външния дълг, разпадането на системата на СИВ и загубата на съветския пазар, с който тя е тясно свързана. Жизненият стандарт спада с 40% и възстановява нивото си отпреди 1989 г. едва през юни 2004 г. В допълнение санкциите на ООН спрямо Сърбия (1992 – 1995) ѝ нанасят тежък удар. Наложеното ембарго на Белград дава почва за приходи на престъпни организации чрез контрабанда на различни видове суровини и стоки. Първите признаци на съживяване се появяват през 1994 г., когато БВП на страната нараства за първи път след 1988 и инфлацията спада от 122% през 1994 до 32,9% през 1995. Въпреки това систематичното забавяне на належащите икономически реформи, съчетано с неудачните опити на социалистическото правителство на Жан Виденов да поддържа валутния курс при висок бюджетен дефицит, довежда до икономическия срив в края на 1996 и началото на 1997. Това довежда до хиперинфлация от 311%, срив на валутния курс и масови фалити на банки.
Правителството на СДС, дошло на власт през пролетта на 1997, въвежда пакет от икономически реформи, подкрепен от МВФ и Световната банка, включително въвеждане на валутен борд, и икономиката започва да се стабилизира. То предприема и мащабни структурни реформи, свързани с приватизацията на държавните активи в икономиката. Още през 1998 е реализиран икономически растеж от 3,5%, а до 1999 инфлацията е сведена до 6,2%. Валутният курс на лева е успешно фиксиран към германската марка, а през 1999 – към еврото.
Икономическият пакет обаче увеличава неравенството между покупателната способност в различните слоеве на населението. Сериозен проблем продължават да бъдат корупцията в държавната администрация и слабото правосъдие. Посоката, поета от правителството към членство в Европейския съюз води до повишаване на доверието от страна на инвеститорите в българската икономика. Тези реформи обаче са проведени за сметка на средния бизнес, който и до днес остава по-слабо развит и са една от причините за значителната разлика между най-бедните и най-богатите слоеве от населението.
Правителството на Симеон Сакскобургготски, избрано през 2001 г., обещава да преследва основните икономически цели, поставени през 1997 от предшественика му, т.е. поддържането на режима на валутния борд, прилагането на разумни финансови закони, ускоряването на приватизационния процес и предприемането на структурни реформи. През 2004 г. България приключва преговорите с Европейския съюз и се присъединява към него на 1 януари 2007 г. Въпреки предвижданията за възход в българската икономика и намаляващия през последните години процент безработица, правителството все още е изправено пред проблемите, свързани с ниския жизнен стандарт в държавата. Към 2007 г. икономиката на България има стабилен икономически ръст от 6% на година с бюджетен излишък и плаваща инфлация. Бъдещето на икономиката зависи силно от нарастващата интеграция на страната с другите членове на Европейския съюз.
От 1 януари 2007 година в България е въведен 10% корпоративен данък, който е сред най-ниските в Европейския съюз. От 1 януари 2008 година в България е въведен 10% плосък данък върху доходите на физическите лица.
Средната работна заплата през 2009 е около 600 лева, почти двойно нарастване в сравнение с 2006, когато е била 354 лева. Минималната работна заплата за месец август 2009 е най-ниската в ЕС – 123 евро. През второто тримесечие на 2011 г. средната месечна работна заплата нараства до 699 лв. Минималната заплата е повишена на 1 септември 2011 на 270 лв. От 1 януари 2017 минималната работна заплата става 460 лв., а средната работна заплата достига 987 лв.

## Търговски споразумения
България е член на СТО от 1 декември 1996 г. За сравнение, Русия и Черна Гора членуват от 2012 г. Основните ползи от това споразумение са за българския износ, защото той се осъществява при по-ниски митнически тарифи и освен това СТО способства разрешаването на търговски спорове.
През март 1993 г. България подписа две споразумения – Европейското споразумение за асоцииране и Временното споразумение за търговия, търговски и сродни на тях въпроси. В съответствие с Европейското споразумение за асоцииране, митническите такси между България и страните-членки на Европейския съюз върху промишлени стоки постепенно се намалиха и премахнаха. Въведоха се и значителни облекчения при търговията със селскостопански стоки. През септември 2001 г. се сключиха нови споразумения по отношение на преработените продукти. Търговията с нечувствителни стоки напълно се либерализира. За определени продукти, за които се прилагат квоти, митата се премахнаха в рамките на квотите, а за количествата, надвишаващи квотите, митата бяха намалени.
Договореностите между България и страните членки на Европейската асоциация за свободна търговия (ЕФТА) Швейцария, Норвегия, Исландия и Лихтенщайн гарантират почти същите преференции, както Европейското споразумение за асоцииране.
От 1998 г. България е член и на Централноевропейското споразумение за свободна търговия (ЦЕФТА) през 1998 и започва процес на либерализация на търговията с промишлени и селскостопански стоки със страните членки Полша, Чехия, Словакия, Унгария, Румъния, Словения и Хърватия. Процесът на либерализация по отношение на промишлените стоки приключва на 1 януари 2002 г.
Други споразумения за свободна търговия, по които България е страна, са Споразумение за свободна търговия с Турция, Споразумение за свободна търговия със Северна Македония, Споразумение за свободна търговия с Естония и Израел, Споразумение за свободна търговия с Литва, Споразумение за свободна търговия с Латвия (влиза в сила на 1 април 2003). Всички споразумения за свободна търговия съдържат също така клаузи за селскостопанските продукти, включително взаимни концесии под формата на квоти с намалени или нулеви митнически ставки.

## Макроикономически показатели
Основни източници на данни за макроикономическите показатели са НСИ, БНБ и МФ.

### БВП и стопански растеж
Забележка! Тук се разглеждат номинален, реален и БВП по ППС като показатели за големината на българското стопанство. Стопанският ръст се измерва като изменението на реалния БВП в последователни години при базисни цени.
През 2014 г. БВП на България по данни на НСИ възлиза на 71,85 млрд. лв. по цени от 2010 г.

#### Паритет на покупателната способност
Тази таблица показва БВП на глава от населението по ППС. 2019 – 2024 са предварителни изчисления на Международния валутен фонд.
| Година | ППС на глава от населението |
| ------ | --------------------------- |
| 2010   | $15,666                     |
| 2011   | $16,695                     |
| 2012   | $17,120                     |
| 2013   | $17,600                     |
| 2014   | $18,366                     |
| 2015   | $19,331                     |
| 2016   | $20,448                     |
| 2017   | $21,787                     |
| 2018   | $23,169                     |
| 2019   | $24,595                     |
| 2020   | $26,034                     |
| 2021   | $27,534                     |
| 2022   | $29,047                     |
| 2023   | $30,642                     |
| 2024   | $32,328                     |

### Потребление
През 2020 г. потребителските разходи на домакинствата са следните:
- за храна и безалкохолни напитки – 1872 лв. (48% повече в сравнение с 2011 г.);
- за облекло и обувки – 188 лева (1,8 пъти повече спрямо 2011 г.);
- свързаните с жилището (вода, ток, обзавеждане и др.) са 1121 лева (90,3 % повече в сравнение с 2011 г.)
- за здравеопазване – 388 лв. (2 пъти повече спрямо 2011 г.);
- за свободно време, културен отдих и образование – 250 лева (2,1 пъти повече в сравнение с 2011 г.

### Държавни финанси
Брутният външен дълг в края на август 2024 г. възлиза на 43 728,6 млн. евро (43,7% от БВП)
Външният дълг за 2024 г. е 14.373 млрд. евро.
Брутният външен дълг на сектор „Държавно управление“ към края на ноември 2024 г. нараства с 21,2% (с 2,285 млрд. евро) спрямо същия месец на 2023 г. и достига 13,0425 млрд. евро, което представлява 12,7% от БВП, показват данни на Българската народна банка (БНБ).
В края на ноември 2024 г. брутният външен дълг на България (частен и държавен) е в размер на 47,6892 млрд. евро (46,6% от БВП), като се увеличава с 3,8641 млрд. евро (повишение с 8,8%) спрямо същия период година по-рано, когато брутният външен дълг беше в размер на 43,8251 млрд. евро.

### Работна сила и заетост/безработица
През 1990 г. работната сила включва 4 026 264 души. През 2020 г. намалява до 3 262 652 души.
За 2020 г., по данни на НСИ, заетите в частния сектор са 2016.6 хил., а в обществения сектор заетите са 712.1 хил. лица.
Коефициентът на безработица на населението на 15 и повече навършени години през декември 2019 година за страната е 3,7%. Безработицата в селата е по-висока от тази в градовете, съответно 14,8% срещу 6,9%. При разпределението по възрастови групи и по степен на образование, тя е най-висока при младежите от 15 до 24 години, където достига 8,9% и при хората с начално образование, 47,7%. При хората с висше образование безработицата е 3,7%. От географска гледна точка, коефициентът на безработица в Северна България е по-висок от този в южна, като най-висок е в областите Видин, Монтана и Враца.

### Равнище на заплатите
От 1 януари 2020 г. минималната брутна работна заплата в България, определена с постановление на МС, е 610 лв. или 312 в евро. По данни на Националния статистически институт, средната месечна заплата за четвъртото тримесечие на 2019 година е 1,313 лв. (671 евро), като в обществения сектор тя е 1,371 лв., а в частния 1,294 лв. Най-висока е средната заплата в сектора на създаване и разпространение на информация и творчески продукти и далекосъобщения (3,090 лв.), а най-ниска в сектора на хотелиерството и ресторантьорството (766 лв.). В географско отношение, най-високата средна месечна заплата е в София, а най-ниска в Благоевград и Видин.
През 2020 г. годишният общ доход средно на член на домакинство е 7002 лв. За периода 2011 – 2020 г. той се е увеличил 1,9 пъти.

### Бедност и разпределение на доходите
Забележка! Тук се разглеждат населението под границата на бедността и индексът на Джини.
Според Евростат през 2018 г. България има най-голямото неравенство в доходите в Европейския съюз.
По данни на Евростат, през 2018 г. има спад на популацията в риск от бедност или социално изключване от 2,767 милиона (38,9%) до 2,315 милиона души (32,8%) поставящо България след Румъния, Унгария и пред Гърция като държава с най-голям спад в Европейския съюз. Северозападен регион има най-висок дял популация в риск от бедност (44,4%), а Югозападен е с най-нисък дял (23,0%). Към 2018 г. 1,474 милиона (20,1%) живеят с тежки материални лишения.
Между 2008 и 2018 1,106 милиона души са излезли от риск от бедност, което поставя България на второ място като държава членка на ЕС с най-голям спад след Румъния. България има за цел да намали популацията живееща в парична бедност с 260 хиляди души като част от по-голямата стратегия Европа 2020, която цели да бъдат издигнати поне 20 милиона души от риск от бедност и социално изключване в ЕС.

### Платежен баланс

#### Внос, износ и търговско салдо
Основните търговски сътрудници (като дял от износа) на България са страни от ЕС. Такива са Германия, Италия, Белгия, Франция и съседките ни Румъния и Гърция. Извън ЕС значителен търговски обмен имаме с Турция, Китай, Русия, Сърбия, Сингапур и САЩ.
Обем
|                        | 2009   | 2010  |
| Износ (FOB), млрд. лв. | 22,88  | 30,44 |
| Внос (CIF), млрд. лв.  | 33,01  | 37,64 |
| Салдо, млрд. лв.       | -10,12 | -7,20 |

Географска структура
Към 2010 година 60,9% от износа и 58,5% от вноса на България е за и от други страни от Европейския съюз. Най-големите вносители на български стоки са Германия (10,7%), Италия (9,7%), Турция (8,5%), Гърция (7,9%), Румъния (7,5%), Франция (4,0%), Белгия (3,8%) и Сърбия (3,5%). Най-голям е вносът от Русия (16,2%), Германия (11,6%), Италия (7,4%), Румъния (7,0%), Гърция (5,9%), Турция (5,4%), Украйна (4,2%) и Австрия (3,5%). Най-голям е търговският дефицит в търговията с Русия (5,25 млрд. лв., Украйна (1,18 млрд. лв. и Германия (1,13 млрд. лв.), а най-голям е излишъкът при Сърбия (681 млн. лв.), Турция (529 млн. лв.) и Белгия (437 млн. лв.).
По данни от 2005 г. десетте най-внасяни стоки са: пътнически автомобили (1860,4), медикаменти (632,2), товарни автомобили (506), памучни тъкани (345,6), каменни въглища (314,3), дизелово гориво (312,3), трактори (218,1; основно от САЩ и Холандия), антрацит (191), захар (113,3), акумулатори (109).
Износът е главно на облекло, обувки, желязо и стомана, машини и оборудване, горива.

## Първичен сектор

### Земеделие в България
Между 1980 г. и 2009 г. (29 години) от основните култури се увеличават посевите на пшеница, но намаляват тези с царевица, ечемик, фасул и ориз.

### Добив на полезни изкопаеми
Към 2010 г. е отчетен ръст в добива на полезни изкопаеми, като извлечените количества се равняват на 79 619 хил. т. с обща стойност 2,3 млрд. лв. Спрямо 2009 г. най-голямо увеличение е регистрирал добивът на течни горива – с 60%, и на индустриални минерали – с 41%. Намалял е добивът на скалнооблицовъчни материали с 32% и на инертни материали – с 14%.
България е на 10-о място в света по добив на бисмут (2006), на 31-во място по добив цинк (2006), на 20-о място по добив на мед и на 19-о място по добив на каменни въглища (на шесто в ЕС след Германия, Полша, Чехия, Гърция и Румъния). „Елаците – Мед“ е най-голямото предприятие за добив на медна руда на Балканите и един от най-големите в Източна Европа. „Аурубис България“ е завод в Пирдоп, който през 2005 г. произвежда 240 000 т анодна мед и 60 000 т катодна мед.
В България се добиват около 4 тона злато годишно, на стойност около 347 милиона лева по борсови цени. Към 75% от добива е в приватизираните от задокеанската фирма Dundee Precious Metals мини в Челопеч. По данни от отчета на „Челопеч майнинг“ за 2011 г. срещу добито и изнесено от тях българско злато за 133 милиона евро държавата е получила всичко 4,7 милиона евро концесионна такса, или в приход на компанията е 96,47% от неговата стойност.

## Вторичен сектор
Развити сектори в България са енергетика, машиностроене, хранителна промишленост, химическа промишленост, производство на строителни материали, металургия. Средното месечно ниво на растеж в промишления сектор през 2016 г. е 2,67% на годишна база. Темпото на растеж на промишленото производство осезаемо се ускорява в последното тримесечие на годината и достига 6,95% ръст на годишна база през декември, което е най-високото ниво достигнато от май 2014 г. насам.

### Енергетика
Въпреки че България притежава незначителни запаси на природен газ и нефт, нейният добре развит енергиен сектор играе важна роля на Балканите. Стратегическото разположение на страната я прави важен район за пренос и разпределение на нефт и природен газ от Русия за Западна Европа и другите балкански страни. Държавните активи в енергетиката се управляват от Българския енергиен холдинг (БЕХ).
От гледна точка на производство на електроенергия на глава от населението, България е най-големият производител и износител на електроенергия на Балканския полуостров. В Козлодуй се намира атомната електроцентрала АЕЦ „Козлодуй“ (3760 MW). Съществува предложение и за построяване на блокове 7 и 8 към АЕЦ „Козлодуй“. Ядрената енергия задоволява над 35% от енергийните нужди на страната.
По-голямата част от електричеството се произвежда от ТЕЦ. В комплекса „Марица-изток“ се намират най-големите топлоелектрически централи в Югоизточна Европа. Мощността на най-голямата в комплекса, ТЕЦ "Марица-изток 2 (1450 MW), се равнява на един голям и един малък реактор от АЕЦ Козлодуй. ТЕЦ 3 произвежда 870 MW, а ТЕЦ 1 – 500 MW. Други големи ТЕЦ са ТЕЦ „Варна“ (1260 MW), ТЕЦ „Бобов дол“ (630 MW) и ТЕЦ "Русе-изток (400 MW). В Пловдив електроразпределителят „ЕВН България Електроразпределение“ финансира изграждането на нова когенерация, която ще произвежда общо над 100 MW топлинна и електрическа енергия. Газовата турбина има КПД над 90%, с което се постига значително увеличаване на енергийната ефективност и гарантиране на екологичността.
Водноелектрическата енергия също е добре застъпена. Повечето ВЕЦ са с мощност от порядъка на 50 – 150 MW. Каскадата „Белмекен-Сестримо-Чаира“ е най-мощното хидроенергийно съоръжение, състоящо се от три обекта – ПАВЕЦ „Чаира“ (864 MW), ВЕЦ „Сестримо“ (240 MW) и ПАВЕЦ „Белмекен“ (375 MW).
България развива с бързи темпове и възобновяеми енергийни източници, най-вече ветрогенератори и слънчеви колектори.
Произведената електроенергия през 2008 година е 44.83 млрд. квч, от нея е консумирана 29.9 млрд. квч. Износа на електроенергия е бил 5.407 млрд. квч, а вноса 3.097 млрд. квч.
Добивът на петрол през 2008 година е бил 3357 барела/ден, при консумацията за страната 124 000 барела/ден. Доказаните резерви са около 15 млн. барела (1 януари 2009).
Добивът на природен газ през 2008 година е бил 218 млн. м³, при консумация за страната 3350 млрд. м³. Доказаните резерви са около 5663 млрд. м³ (1 януари 2009).

### Химическа промишленост
От тежката органична химия обхваща производството на торове, сода, киселини, нефтопреработката и производството на синтетични и изкуствени влакна, на каучукови изделия и пластмаси. Големи производители са ЛУКОЙЛ НЕФТОХИМ БУРГАС който е основен доставчик на горива в Бъгария. Плевенската рафинерия „Плама“ стартирала отново през 2011 г. също е голям производител като се концентрира върху производството на битум.
От леката се произвеждат се киселини, соди, минерални торове, фосфорити, сяра, препарати за растителна защита, взривни вещества и други. Основните производители на азотни торове са „Агрополихим“ в Девня и „Неохим“ в Димитровград.

### Металургия
Металургията в България е добре развита, като през 2010 г. заема 16% от общия износ на страната. Цветната металургия се радва на растеж до времето, в което е прекратена дейността на най-големия металургичен комбинат в България „Кремиковци“ АД: следва голям спад и се отчита отрицателно салдо в натура и в стойност (2008). Средната работна заплата в сектора е бил 1021 лв. за 2008.

### Хранително-вкусова промишленост
Застъпени са всички производства на различни хранителни продукти, консервната промишленост, цигарите и спиртните напитки.
Консервната промишленост е един от най-старите, важни и перспективни сектори на хранително-вкусовата промишленост в България. Секторът произвежда около 6% от общия обем на продукцията и осигурява работа на около 9% от заетите лица в отрасъла. Преработва основно местни суровини, като в България се произвеждат около 86 – 87 хил. т. консерви.
Бирената индустрия е добре застъпена, като над 15 местни марки в около 30 разновидности се продават на пазара, с което се нарежда на челно място в региона.
Богата на минерална вода, България бутилира големи количества, като водещи предприятия се намират в София (Горна баня), Банкя, Девин, Хисаря и др. През 2010 износа на минерална вода е достигнал 10 млн. литра, основно за Северна Македония, Сърбия и Румъния. Потенциалът на този сектор не е използван достатъчно, като по данни за 2011 г. под 24% от минералните ни води се използват, останалите се изливат безполезно в реките и морето.

### Машиностроене
В България е сравнително добре развито корабостроенето с водещи корабостроителници Варна, Русе и Бургас. Произвежданите кораби са с различен тонаж и предназначение главно танкери, за насипни товари, пътнически, речни тласкачи и шлепове и др.
Автомобилостроенето в България е сравнително млад подотрасъл на транспортното машиностроене. В близкото минало са произвеждани редица марки леки автомобили ”Фиат”, ”Рено”, ”Москвич”, ”Роувър” в Ловеч, Пловдив и Варна, като през 2011 се произвежда единствено автомобили по лиценз на Great Wall Motors от Литекс Моторс България чиито производствени мощности са 50 000 автомобила годишно, но бяха построени десетки заводи за автомобилни части.

## Третичен сектор

### Транспорт и съобщения
Преимуществено значение получава строенето на магистрали и ремонтът на стари пътища след 1998 г., когато върху темата е поставен специален акцент, като основните ползи, които се посочват, са по-добрите условия за развитие на търговията и инвестициите, общото подобряване на инфраструктурата и добре усвоените евросредства.
| Българските магистрали и първокласните пътища |
| Българските магистрали и първокласните пътища |

### Туризъм
| Златни пясъци                   |  | Рила |
| Български зимен и морски курорт |  |      |

Туризмът в България е добре развит и създава 11,4% от БВП на страната (2012 г.), като се очаква този процент да нараства. В туризма постоянно заетите лица са около 4%, или 140 000 души, като в активните сезони броят нараства почти двойно. България е посетена през 2012 общо от 6 540 839
чуждестранни граждани с цел туризъм (без транзитно преминалите). Техният брой е с 3,4% повече спрямо същия период на 2011 г. и броят на туристите нараства всяка година въпреки кризата (започнала 2008 г.).
Най-много туристи през 2012 г. има от Румъния, Гърция, Германия, Русия
България е на трето място сред страните членки на ЕС по брой културни паметници. Наличието на 8000 минерални извори в България прави страната атрактивна SPA и балнеолечебна дестинация. Въпреки това 70% от приходите идват от морския туризъм.
Перспективите за развиване на туризъм са големи, тъй като страната има потенциал заради природните, културни и исторически забележителности. По данни на НСИ през 2017 г. България е била място за почивка и екскурзия на 11 596 167 души. За сравнение през 2007 г. те са били 7 700 000 души.
| Националност на туристите        | Туристопоток | Националност на туристите | Туристопоток |
| -------------------------------- | ------------ | ------------------------- | ------------ |
| Румъния                          | 2 161 004    | Полша                     | 445 316      |
| Гърция                           | 1 277 610    | Сърбия                    | 679 336      |
| Германия                         | 948 492      | Австрия                   | 214 179      |
| Турция                           | 1 628 231    | Израел                    | 246 404      |
| Северна Македония                | 605 348      | Франция                   | 250 014      |
| Украйна                          | 596 993      | Чехия                     | 214 550      |
| Великобритания                   | 508 342      | Италия                    | 167 658      |
| Русия                            | 460 770      | Нидерлндия                | 176 122      |
| Общ брой на туристи – 12 552 152 |              |                           |              |

### Аутсорсинг
България е една от водещите дестинации в света за аутсорсинг на бизнес процеси и IT услуги. Аутсорсинг секторът в България се развива бързо и преживя значителна промяна и растеж в последните години. През това време страната направи преход от място за аутсорсинг услуги като кол центрове до предлагане на по-развити и сложни услуги като BPO и ITO.
Секторът се характеризира със заплати над средните, а работните места обикновено са в нови и модерни офис сгради. Много млади хора започват работа именно в аутсорсинга, веднага след или още по време на висшето си образование. Към края на 2018 г. в сектора са били заети 73 694 души, от които над 66 000 са били на пълно работно време.
- European trade center & The Mall
- Serdika Center
- Varna Towers

Макар София да е абсолютен лидер като брой регистрирани компании с общо около 480 такива (2018), някои от другите градове в страната също се превръщат в привлекателни дестинации за аутсорсинг компаниите. Пловдив, Варна и Бургас са локации, към които все повече компании имат интерес и се отварят нови офиси и се разрастват вече съществуващите. По този начин компаниите се опитват да решат проблема с липсата на достатъчен брой квалифицирани кадри в София.
Много международни компании, които вече развиват своя бизнес в България отварят и център за споделени услуги, от който да се обслужват всички компании на групата по цял свят. За развитието на сектора спомагат по-ниските разходи за възнаграждения спрямо Западна Европа, както и наличието на голям брой квалифицирани кадри с висше образование и чужди езици. Също така в големите градове и основно в столицата се изграждат много нови и модерни сгради, клас А, които са предпочитани от аутсорсинг компаниите, като разходите за наем отново са по-ниски от аналогични в други европейски столици.
Перспективите пред развитието на сектора са за ръст, но насищане би могло да се постигне поради повишаващите се заплати и липсата на достатъчен брой специалисти.